# 安边郡 (唐朝)
安边郡，中国唐朝时设置的郡。
唐玄宗天宝元年（742年），改蔚州置安边郡。治所在安边县（今河北省蔚县）。下辖安边县、灵丘县（今山西省灵丘县）、飞狐县（今河北省涞源县）。辖境相当今河北省蔚县、涞源县、阳原县及山西省灵丘县、广灵县、天镇县、阳高县等地。唐肃宗至德二载（757年）改安边郡置兴唐郡，因为安禄山之乱，避安字。乾元元年（758年）复改为蔚州。
唐朝安边郡太守
- 郭子昂（753年）